# PSR B1257+12 C
PSR B1257+12 C (بالإنجليزية: PSR B1257+12 C)‏ الذي يرمز له بالرمز PSR B1257+12 C، هو كوكب خارج المجموعة الشمسية، وأرض هائلة، وكوكب نباض، في كوكبة العذراء، يتبع بي أس أر بي1257+12.

## الاكتشاف
اكتشف في 22 يناير 1992.